# Герд (округ, Джорджія)
Шаблон:StateAbbr_ 33°18′ пн. ш. 85°08′ зх. д. / 33.3° пн. ш. 85.13° зх. д.
Округ  Герд (англ. Heard County) — округ (графство) у штаті  Джорджія, США. Ідентифікатор округу 13149.

## Історія
Округ утворений 1830 року.

## Демографія
За даними перепису 
2000 року 
загальне населення округу становило 11012 осіб, усе сільське.
Серед мешканців округу чоловіків було 5408, а жінок — 5604. В окрузі було 4043 домогосподарства, 3042 родин, які мешкали в 4512 будинках.
Середній розмір родини становив 3,12.
Віковий розподіл населення поданий у таблиці:
| Стать    | До 15 років | 15-21 | 22-29 | 30-39 | 40-49 | 50-65 | 65-85 | Понад 85 |
| -------- | ----------- | ----- | ----- | ----- | ----- | ----- | ----- | -------- |
| Чоловіки | 1369        | 496   | 551   | 859   | 763   | 873   | 459   | 38       |
| Жінки    | 1328        | 491   | 579   | 869   | 792   | 830   | 637   | 78       |

## Суміжні округи
- Керролл — північ
- Ковета — схід
- Труп — південь
- Рендолф, Алабама — захід

## Виноски
1. ↑  U.S. Decennial Census. United States Census Bureau. Архів оригіналу за 2 серпня 2018. Процитовано 23 червня 2014.
2. ↑  Historical Census Browser. University of Virginia Library. Архів оригіналу за 16 серпня 2012. Процитовано 23 червня 2014.
3. ↑  Population of Counties by Decennial Census: 1900 to 1990. United States Census Bureau. Архів оригіналу за 2 лютого 2019. Процитовано 23 червня 2014.
4. ↑  Census 2000 PHC-T-4. Ranking Tables for Counties: 1990 and 2000 (PDF). United States Census Bureau. Архів оригіналу (PDF) за 18 грудня 2014. Процитовано 23 червня 2014.
5. ↑  State & County QuickFacts. United States Census Bureau. Архів оригіналу за 7 червня 2011. Процитовано 16 лютого 2014.(англ.) Наведено за англійською вікіпедією.
6. ↑  American FactFinder. Бюро перепису населення США. Архів оригіналу за 21 травня 2008. Процитовано 31 січня 2008.

| США | Це незавершена стаття з географії США. Ви можете допомогти проєкту, виправивши або дописавши її. |